# گمینا چرویونکا-لشچنه
گمینا چرویونکا-لشچنه (به لهستانی:  Gmina Czerwionka-Leszczyny) یک گمینا در لهستان است که در شهرستان ربنگک واقع شده‌است. گمینا چرویونکا-لشچنه ۱۱۵٫۶۵ کیلومتر مربع مساحت و ۴۰٬۹۵۶ نفر جمعیت دارد.